# Крос
Крос (фр. Crosses) — коммуна во Франции, находится в регионе Центр. Департамент — Шер. Входит в состав кантона Божи. Округ коммуны — Бурж.
Код INSEE коммуны — 18081.

## География
Коммуна расположена приблизительно в 210 км к югу от Парижа, в 115 км юго-восточнее Орлеана, в 17 км к юго-востоку от Буржа.
Через территорию коммуны протекает река Эрен.

## Население
Население коммуны на 2008 год составляло 317 человек.
| 1962 | 1968 | 1975 | 1982 | 1990 | 1999 | 2008 |
| ---- | ---- | ---- | ---- | ---- | ---- | ---- |
| 292  | 279  | 240  | 247  | 299  | 304  | 317  |

## Администрация
| Период | Период | Фамилия         | Партия       | Примечания |
| ------ | ------ | --------------- | ------------ | ---------- |
| 2001   | 2008   | Жан Мопети      |              |            |
| 2008   | 2014   | Жан-Мари Одебер | беспартийный |            |

## Экономика
В 2007 году среди 193 человек в трудоспособном возрасте (15-64 лет) 152 были экономически активными, 41 — неактивными (показатель активности — 78,8 %, в 1999 году было 72,7 %). Из 152 активных работали 144 человека (79 мужчин и 65 женщин), безработных было 8 (5 мужчин и 3 женщины). Среди 41 неактивных 10 человек были учениками или студентами, 19 — пенсионерами, 12 были неактивными по другим причинам.

## Достопримечательности
- Церковь Сен-Мартен
  - Бронзовый колокол (1523 год). Исторический памятник с 1908 года[3]

## Фотогалерея

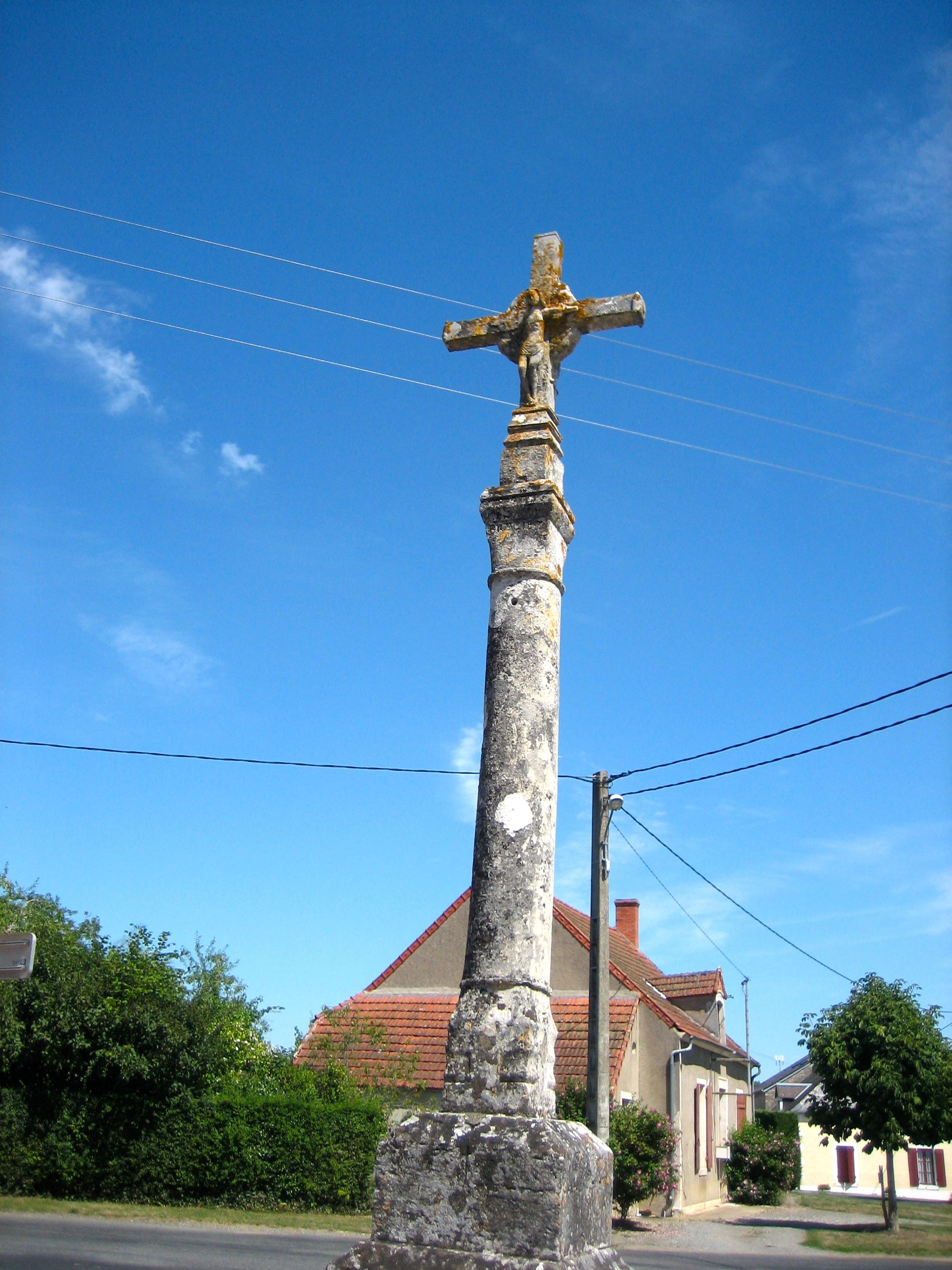
Крест на перекрёстке
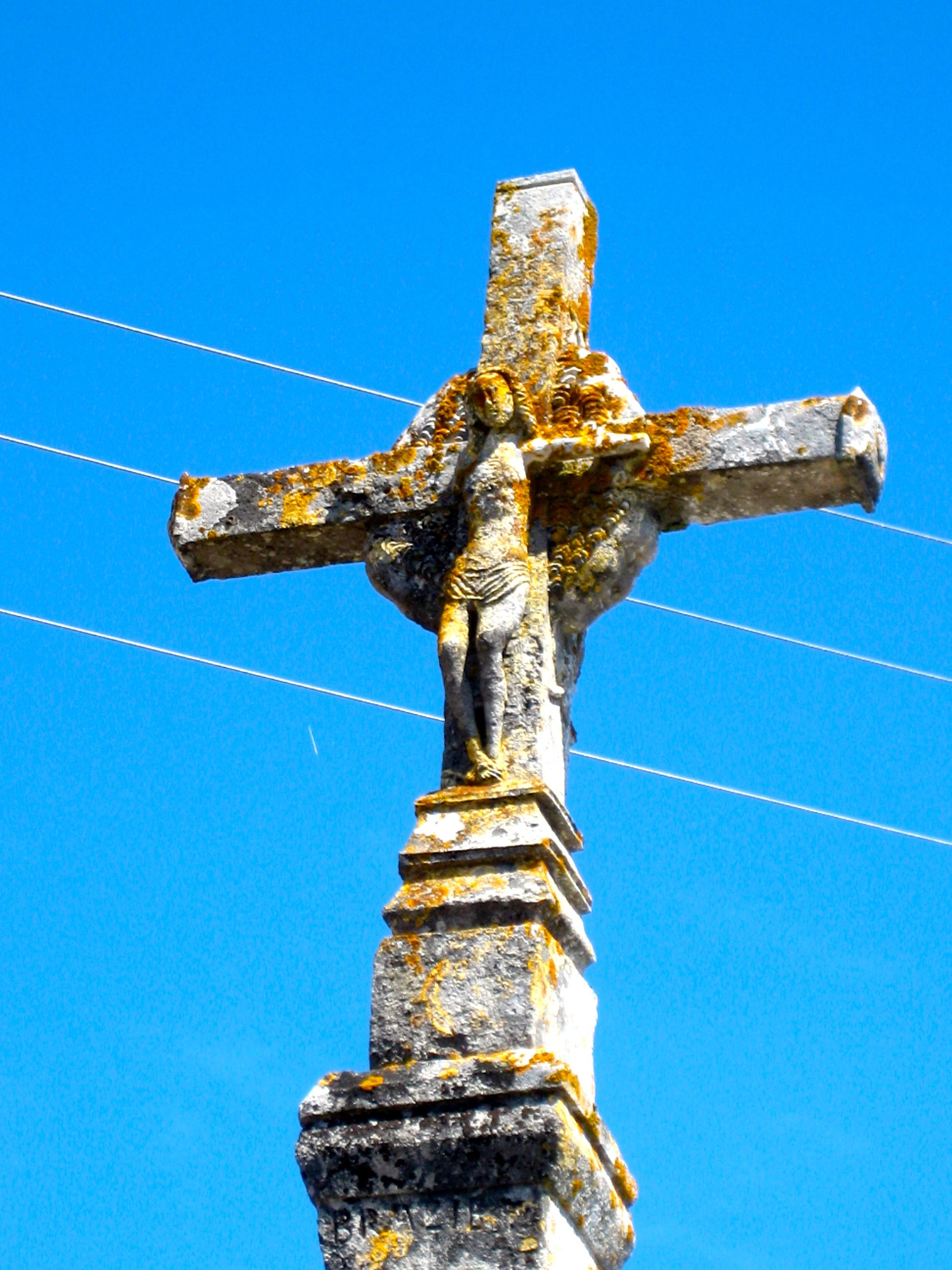
Крест на перекрёстке
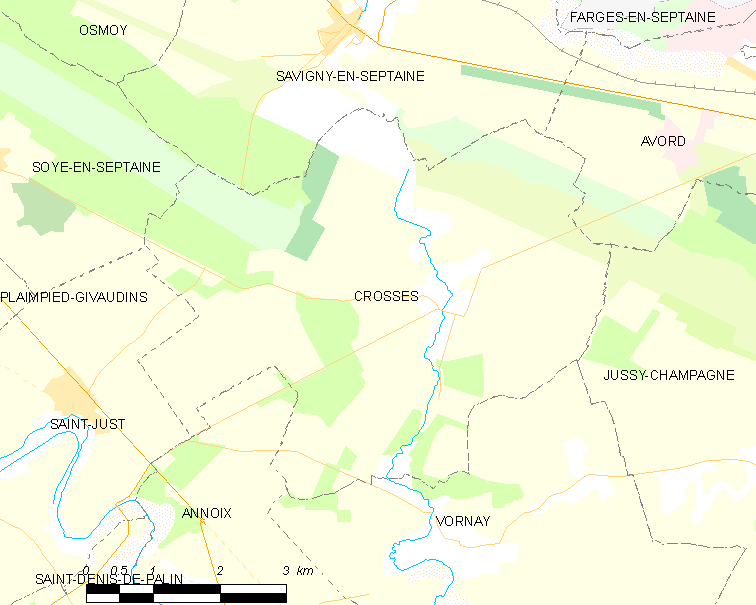
Карта коммуны